# Kartoffelsuppe

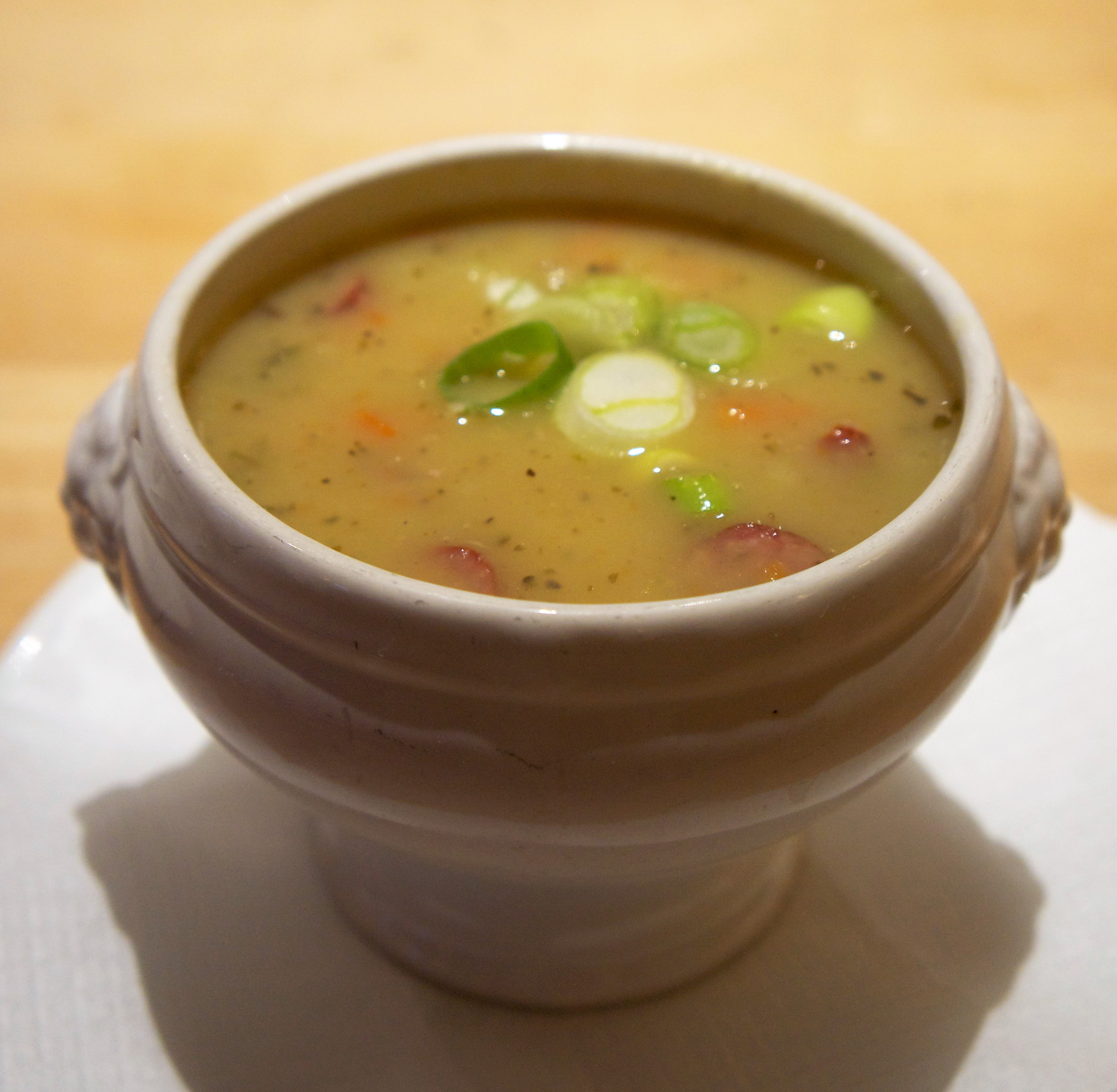
Sämige Kartoffelsuppe mit grober Brühwurst, Karotten und Lauchzwiebeln

Kartoffelsuppe (in Österreich und Teilen Süddeutschlands auch Erdäpfelsuppe oder Grumbeeresuppe) ist eine Suppe der traditionellen deutschen und österreichischen Küche. Ihre Hauptzutat sind Kartoffeln. Ist die Konsistenz relativ dickflüssig, spricht man von einem Eintopf.

## Zubereitung
Es gibt eine Reihe verschiedener Rezepte und die Zubereitung ist regional sehr unterschiedlich. Die Kartoffeln werden, eventuell zusammen mit anderen Gemüsen, wie zum Beispiel Möhren, Sellerie und Zwiebeln, in Salzwasser oder in Fleischbrühe gekocht.
Dabei wird vorwiegend das jeweils jahreszeitlich erhältliche Gemüse verwendet. Nach dem Garprozess werden die Kartoffeln püriert oder mit einem Kartoffelstampfer klein gestampft. In die Suppe kommen je nach Rezept gebratene Speckwürfel oder gebratene Zwiebeln und frische Petersilie. Als Gewürze werden unterschiedliche Kräuter, Paprika und Pfeffer verwendet.
Zur Kartoffelsuppe reicht man oft Bockwurst, Wiener Würstchen, Fleischklößchen, Leberwurst, Blutwurst, Jagdwurst oder andere Fleischarten oder Fleischzubereitungen.
Auch eine Scheibe Brot oder Brötchen werden oft als Beilage gereicht, zum Teil werden diese in die Suppe eingebrockt.

## Regionales

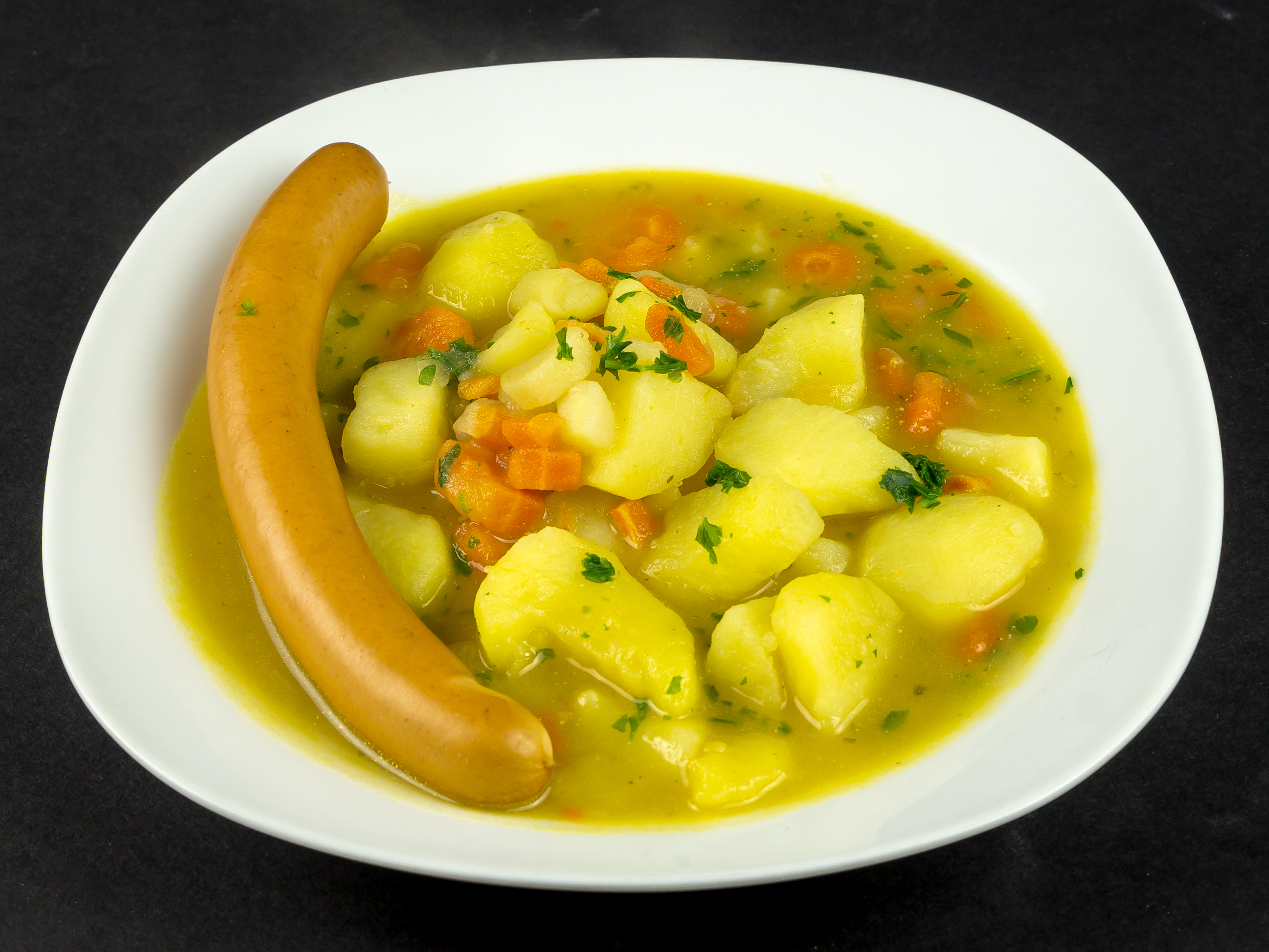
Kartoffelsuppe mit Bockwurst im Rheinland

In Norddeutschland gehört Kartoffelsuppe in regional leicht unterschiedlichen Varianten zum Standardrepertoire der Hausmannskost. Bekannt ist unter anderem die Mecklenburger Spezialität Tüffel un Plum (plattdeutsch: „Kartoffeln und Pflaumen“), auch Tüften un Plum oder Mecklenburger Kartoffelsuppe, die aus Kartoffeln zusammen mit anderen Gemüsen und gewürfeltem Kassler-Nacken oder Speck sowie mit Backpflaumen zubereitet wird. Geschmackliche Besonderheit ist das oft in der Mecklenburgischen und der Schleswig-Holsteiner Küche anzutreffende Broken sööt (Gebrochene Süße), hier die Verbindung eines stark gesalzenen und darum würzigen Kartoffel-Fleisch-Eintopfgerichtes mit süßer Einlage.
In der badischen Küche, besonders in Südbaden und am mittleren Oberrhein – vermehrt im Karlsruher Raum ist Kartoffelsuppe zur Erntezeit der Zwetschgen (als Kartoffelsuppe mit Zwetschgenkuchen) eine regionale Spezialität. Auch in der Pfalz und im Saarland wird traditionell Grumbeersupp mit Quetschekuche oder auch Kartoffelsuppe mit Dampfnudeln gegessen. In Teilen Schwabens werden zu der Kartoffelsuppe Apfelküchla gegessen.
In einigen Regionen der Vorderpfalz und Rheinhessens nennt man eine Variante der Kartoffelsuppe auch „Saurie Brieh“ (saure Brühe). Dabei werden die mit Zwiebeln und Knoblauch kurz angerösteten Kartoffeln auf kleiner Flamme in klarer Schweinebrühe gekocht, bis sie sich aufgelöst haben.
Diese Art des Kochens entspricht der portugiesischen Caldo verde. Diese sämige Suppe wird mit Essig abgeschmeckt und mit einem Löffel gerösteter Blut- und Leberwurst serviert.

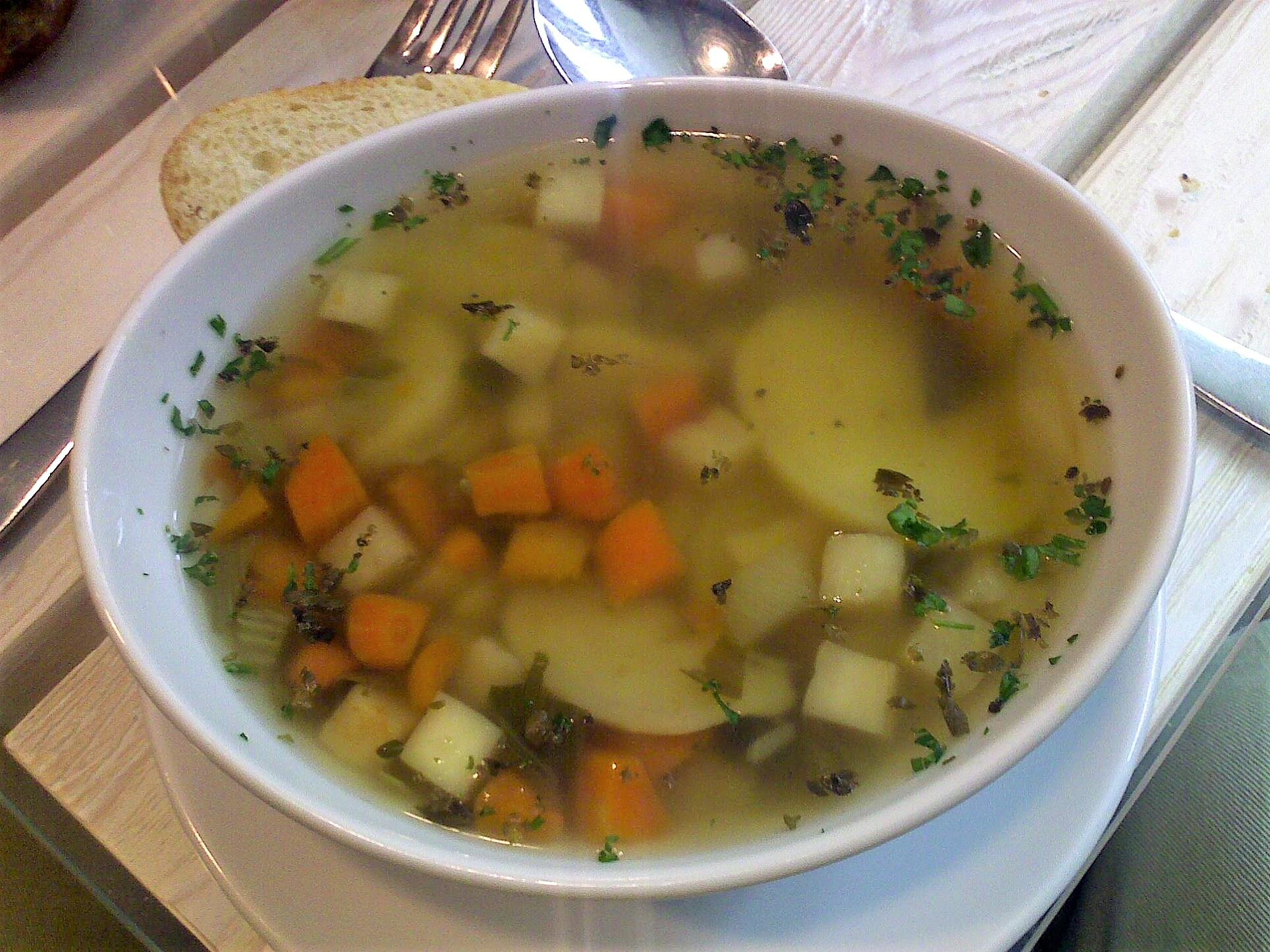
Kartoffelsuppe nach norddeutscher Art, mit Birnenspalten
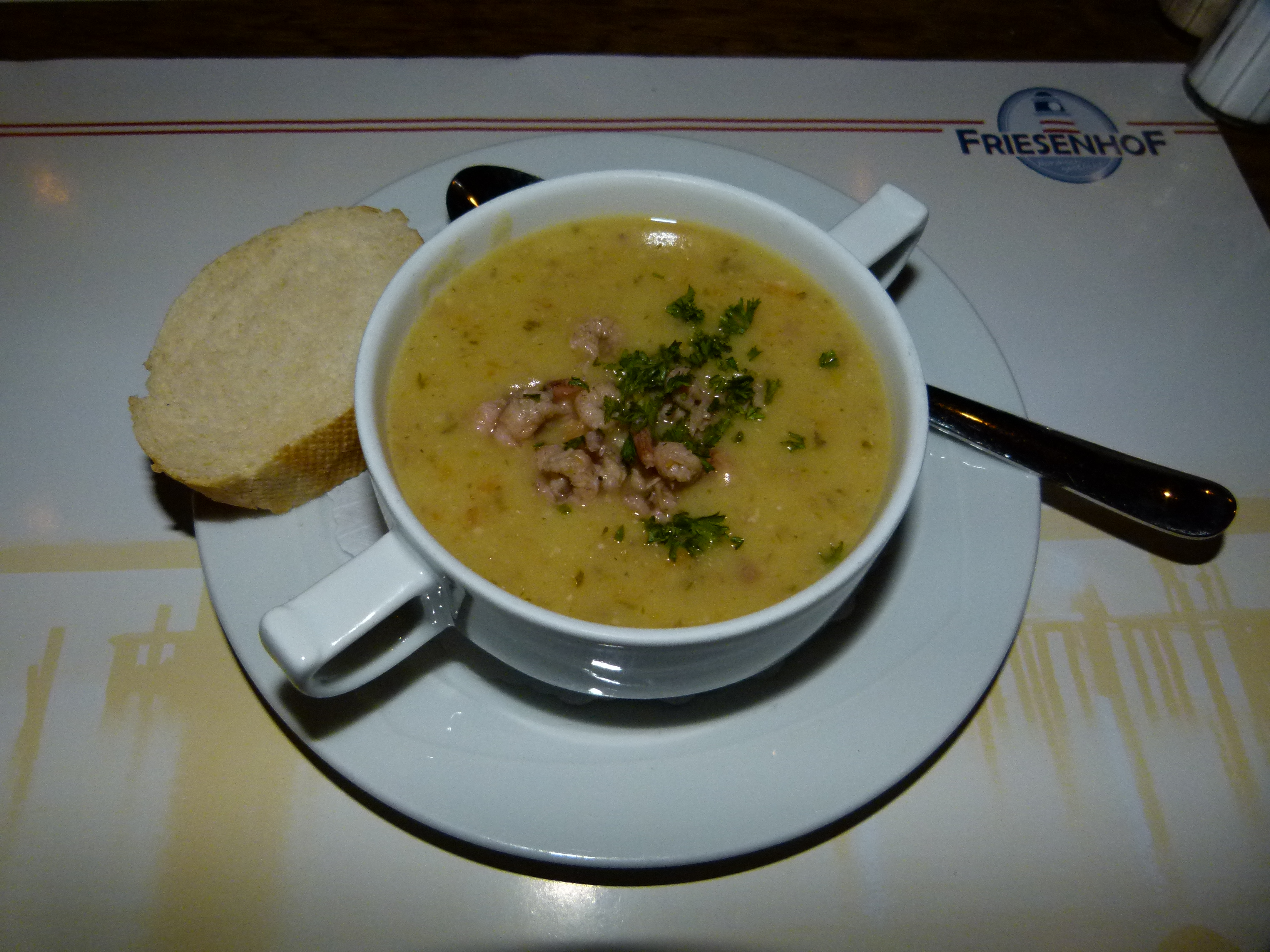
Bremer Kartoffelsuppe mit Räucherspeck und Nordseekrabben
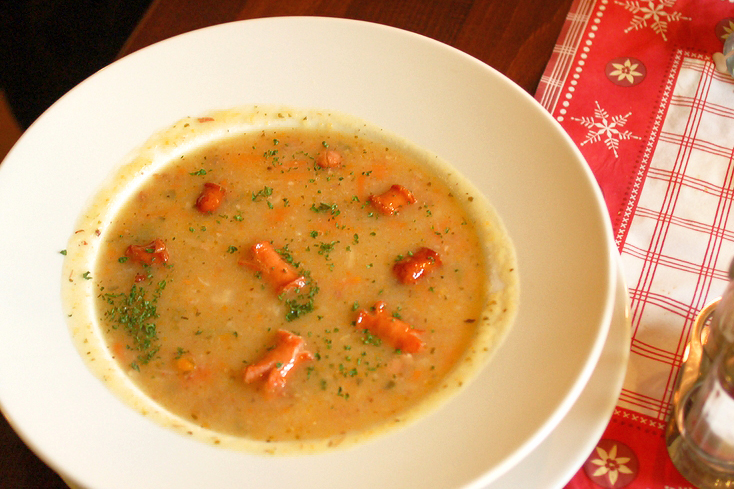
Sächsische Kartoffelsuppe mit Grillwürstchen
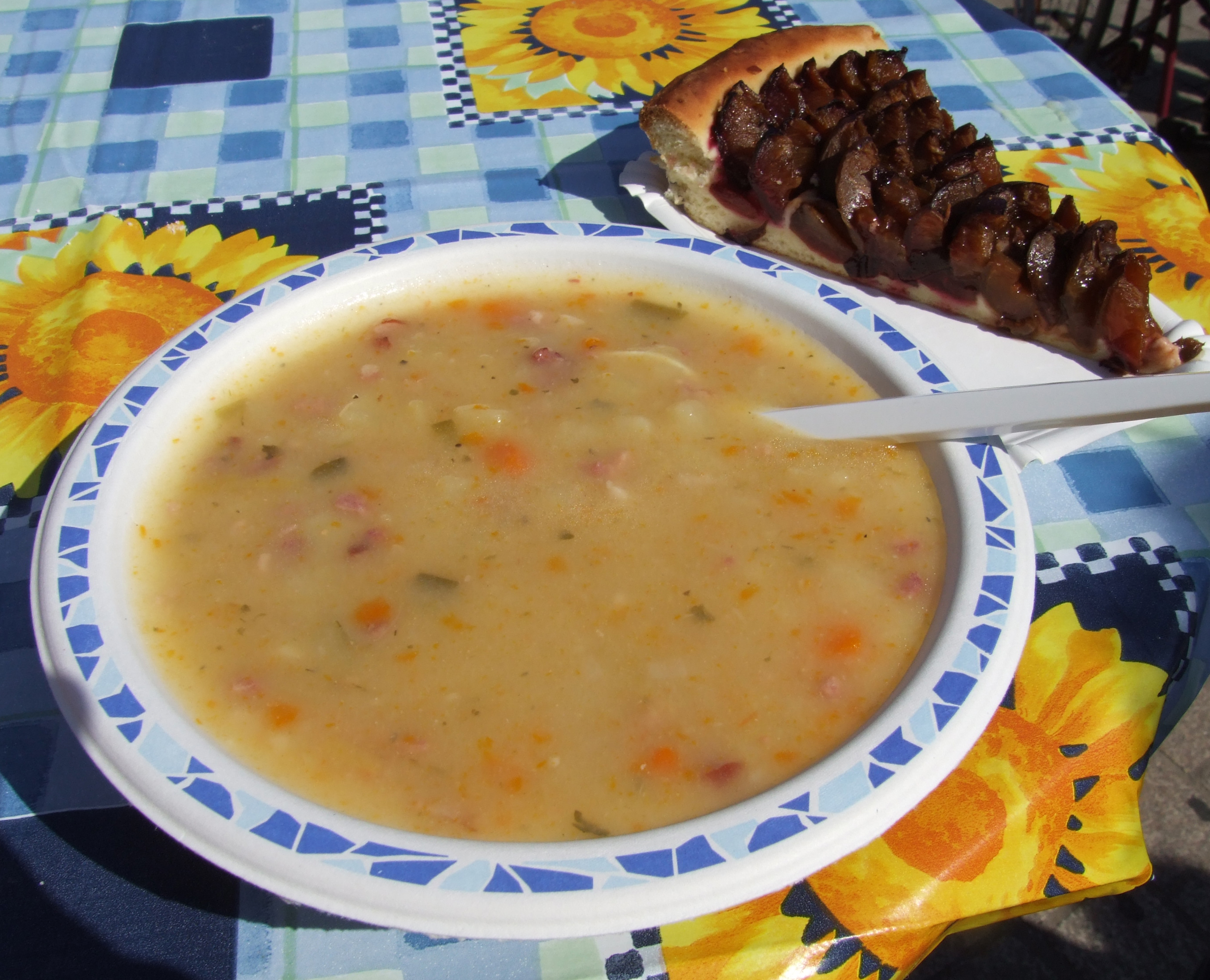
Grumbeersupp un Quetschekuche (Kartoffelsuppe und Zwetschgenkuchen)
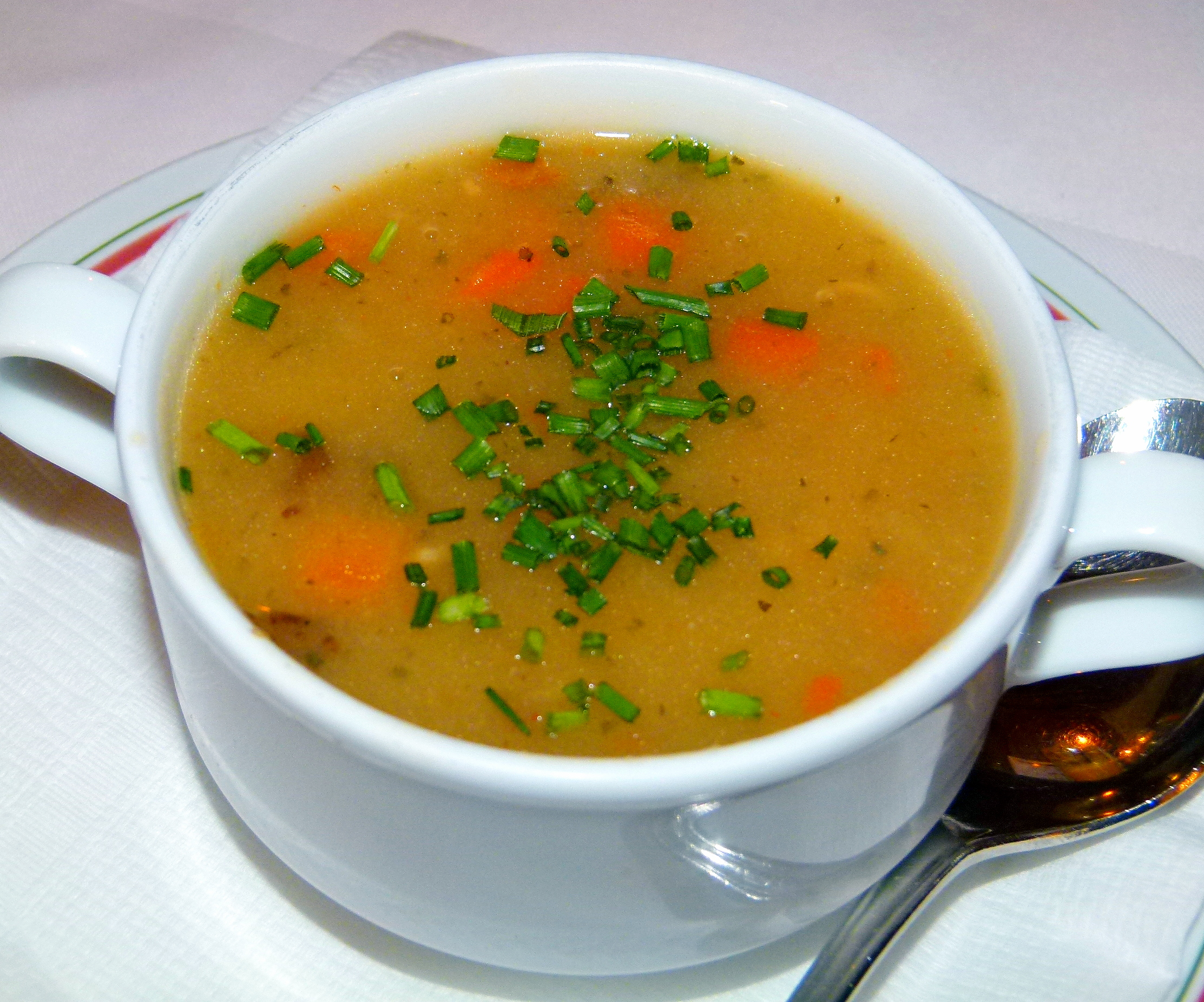
Alt-Wiener Erdäpfelsuppe mit Gemüse und Speck